# شیرآباد (نازلو شمالی)
شیرآباد، روستایی است از توابع بخش نازلو و در شهرستان ارومیه استان آذربایجان غربی ایران.

## جمعیت
این روستا در دهستان نازلوی شمالی قرار داشته و بر اساس سرشماری سال ۱۳۸۵جمعیت آن ۲۰۷ نفر (۷۰ خانوار)
بوده.